# The Eleventh Hour (film 1907)
The Eleventh Hour è un cortometraggio muto del 1907. I nomi del registi e degli interpreti non sono accreditati e se ne ignora l'identità.
Fu uno dei primissimi cortometraggi ad occuparsi della vita degli immigrati italiani negli Stati Uniti d'America.

## Trama
Una famiglia di poveri immigrati italiani lotta per salvare dalla condanna a morte il padre, un onesto venditore ambulante che difendendosi dall'attacco di un prepotente ne ha involontariamente causato la morte. La giustizia americana però non gli crede e la famiglia si appella direttamente al governatore nella speranza di ottenerne la grazia prima che la condanna a morte sia eseguita.

## Produzione
Girato nel novembre 1907, fu uno dei primi film prodotti dalla Essanay Film Manufacturing Company, che aveva iniziato la sua attività di casa di produzione in quell'anno.

## Distribuzione
Il film - un cortometraggio di una bobina di 259 metri - uscì nelle sale cinematografiche USA il 16 novembre 1907.